# Grand-Caymanlijster
De Grand-Caymanlijster (Turdus ravidus) is een uitgestorven zangvogel uit de familie lijsters (Turdidae). De vogel werd in 1886 door  Charles Barney Cory beschreven als Mimocichla ravida. In 1916 werden nog lijsters verzameld, de laatste bevestigde zichtwaarneming dateert van 1938 en gedurende de jaren 1960 werd de vogel als uitgestorven beschouwd,

## Verspreiding en leefgebied
Deze soort was endemisch op de Kaaimaneilanden. Het leefgebied werd gevormd door begroeide koraalriffen afgewisseld met mangrovebos. Dit type leefgebied ging verloren.  